# Ordine della Besa
L'Ordine della Besa, conosciuto anche come Ordine della Fedeltà, è stato un ordine cavalleresco del Regno d'Albania e successivamente entrò a far parte del patrimonio del Regno d'Italia quando la corona di Albania fu unita a quella d'Italia. Dopo il 1943 è diventato un ordine dinastico del Casato di Zogu.

## Storia
L'Ordine venne fondato il 22 dicembre 1926 dall'allora presidente della repubblica albanese Ahmed Ben Zogu.
A seguito della proclamazione del regno d'Albania avvenuta nel 1928 ad opera dello stesso presidente della repubblica che si proclamò sovrano dello stato col nome di Zog I, l'ordine entrò a far parte del sistema delle onorificenze del nuovo regno d'Albania.
Successivamente, dopo l'unione della corona di Albania con quella d'Italia, entrarono a far parte del patrimonio degli ordini cavallereschi di Casa Savoia anche quelli del regno balcanico, di cui il più importante era indubbiamente quello della Besa, che in albanese significa "fedeltà", caratteristica da tributare al Sovrano ed alla Patria.
L'ordine veniva concesso ai benemeriti del Regno d'Albania ed agli italiani che avessero contribuito alla gloria del regno albanese come colonia italiana.
l'Ordine era suddiviso in cinque classi:
- Cavaliere di Gran Croce con Placca
- Grande Ufficiale
- Commendatore
- Ufficiale
- Cavaliere

## Insegne italiane
- La medaglia dell'Ordine presentano un'aquila bicefala dorata, smaltata di nero. Al centro dell'aquila era presente uno scudo rosso raffigurante l'elmo di Giorgio Castriota Scanderbeg dorato. Le insegne erano state stabilite dal Regno d'Albania e, una volta divenute italiane d'adozione, aggiunsero solo i fasci littori, ai lati dello scudetto rosso, e una coronetta circolare formata da nodi di Savoia alternati a rosette d'oro, con all'interno il motto FERT.

I Cavalieri Ufficiali ed i Grandi Ufficiali disponevano per insegna di un'aquila d'argento a spilla da portare sul petto in forma di placca.

## Insigniti notabili
- Re Fārūq I d'Egitto
- Principe Abib di Turchia
- Scià Mohammad Reza Pahlavi dell'Iran
- Anwar Sadat, presidente dell'Egitto
- Benito Mussolini, dittatore italiano
- Francesco Babuscio Rizzo, Ambasciatore d'Italia

## Insegne
|           |           |              |                 |            |
| Nastri    |           |              |                 |            |
| Cavaliere | Ufficiale | Commendatore | Grand'Ufficiale | Gran Croce |